# 保罗·罗梅洛
保罗·安东尼·罗梅洛（1965年9月10日—）是一位美国男性电子游戏作曲家和古典钢琴家。

## 生平
保罗·罗梅洛成长于南加州的谢尔曼奥克斯。作为一位娴熟的钢琴演奏者，他赢得不少国际钢琴比赛，例如范·克莱本国际钢琴爱好者大赛（次席，2002年）和巴黎国际杰出钢琴爱好者大赛（首席，2002年）。他与罗伯·金一起，创作了电子游戏《魔法门系列》和许多其他游戏的背景音乐。
保罗·罗梅洛与他的丈夫Brock H. Summers于1996年9月18日结婚。

## 早年与古典钢琴
罗梅洛三岁時便無師自通弹起钢琴，九岁开始系统性地学习作曲和钢琴演奏，11岁便联合圣莫妮卡交响乐团举办他的初次个人音乐会，曲目是莫扎特的钢琴协奏曲。他于13岁完成自己的首部协奏曲，此作由美国国家交响乐团在华府肯尼迪中心首演，指挥是姆斯蒂斯拉夫·罗斯特罗波维奇，罗梅洛在演出中擔任钢琴独奏。后又在纽约市的联合国大会会场加演，这两次音乐会都被实况转播至世界各地，并为他带来了作曲神童的美誉。雅马哈唱片公司为音乐会录音，且音乐会的录音碟现在於日本仍可以找到。
罗梅洛15岁时谱写了他的C大调钢琴协奏曲Electone并于第九届雅马哈国际青年原创音乐会（1980）演出，且在一年后代表美国于第十届雅马哈国际青年原创音乐会（页面存档备份，存于）演奏了他的钢琴独奏“3序曲”。
罗梅洛16岁時收到了柯蒂斯音乐学院的全奖录取，师从普利策奖得主尼德·罗雷姆。他的科班钢琴训练则承自弗拉基米尔·尼科洛夫，豪尔赫·博列特，他也同Guanari弦乐四重奏的成员学习了室内乐。最终他在巴黎国立高等音乐舞蹈学院和市政厅音乐及戏剧学院完成了最后的音乐教育。
罗梅洛于2002年赢得在巴黎举办的国际业余桂冠钢琴师竞赛，而拔得本赛事的头筹正是业余钢琴界的最高荣誉。
他也在多个城市间進行巡回演出，他的曲目锦集也在洛杉矶的华特·迪士尼音乐厅、华府的墨西哥使馆、巴黎的France-Americique Institute、纽约的卡内基大厅上演过，在德国，柏林甚至为他在画廊艺术馆举办了两次演出，外加一次在柏林爱乐厅的演出。他最近的一张CD"美国人在巴黎"就收录了他在巴黎现场演奏的乔治·格什温的蓝色狂想曲。

## 电影与电子游戏作曲
罗梅洛为电影和游戏写就了超过70首的原声碟，包括他为NWC/育碧魔法门系列（Heroes of Might and Magic）的作曲。由于本系列音乐的成功，罗梅洛甚至被要求用“魔法门系列”的游戏音乐谱出他的第一部交响乐。他的第一部交响乐“英雄”完成于2008年。
罗梅洛也为索尼在线娱乐奇幻主题的大型多人在线角色扮演游戏无尽的任务作曲。他也获得过由广播音乐公司颁发的杰瑞·苟德史密斯影视作曲奖和两次国家艺术基金会的拨款。他的两首“魔法门”系列的作曲被GameSpot列入史上十大最优秀游戏音乐的榜单。育碧也在2008年1月发售魔法门系列游戏音的CD合集。
罗梅洛将在日舞的纪录片“The Gift”出场，此片记录的是那些曾被称作神童的古典乐作曲家们。